# Bjørn Otto Bragstad
Bjørn Otto Bragstad (Trondheim, 5 de janeiro de 1971) é um ex-futebolista norueguês que atuava como defensor.

## Carreira
Bjørn Otto Bragstad integrou a Seleção Norueguesa de Futebol na Eurocopa de 2000.